# Церінг Тобгай
Церінг Тобгай (дзонґ-ке ཚེ་རིང་སྟོབས་རྒྱས།, англ. Tshering Tobgay; нар. 19 вересня 1965) — бутанський політичний діяч, прем'єр-міністр країни в 2013—2018.

## Життєпис
Церінг Тобгай народився 19 вересня 1965 року в адміністративному центрі Хаа. Був співзасновником Народно-демократичної партії Бутану, невдовзі увійшов до складу керівництва партією. 2008 року на виборах до парламенту лідер партії та прем'єр-міністр країни Сангай Нгедуп не отримав підтримки виборців, і партія зазнала нищівної поразки. Саме тоді Церінг Тобгай і став на чолі партії.
На парламентських виборах влітку 2013 року Народно-демократична партія Бутану здобула перемогу. Лідер партії Церінг Тобгай розглядався як реальний кандидат на пост прем'єр-міністра. Король Бутану Джігме Кхесар Намг'ял Вангчук 27 липня призначив його на пост глави уряду, 30 липня було затверджено склад уряду.